# 松濤杯争奪世界空手道選手権
船越義珍杯世界空手道選手権大会（ふなこし ぎちんはい せかいからてどうせんしゅけんたいかい）は、空手道の世界最強を決める世界大会である。日本空手協会が主催する。1985年から、原則として3年毎に開催されている。男女とも同一大会で開催している。試合は、組手と形に分かれる。前身は、IAKF世界空手道選手権である。

## 男子個人の部
| 年度   | 回     | 場所                               | 組手の部                  | 組手の部                    | 組手の部                                  | 形の部            | 形の部                  | 形の部                    |
| 年度   | 回     | 場所                               | 1位                       | 2位                         | 3位                                       | 1位               | 2位                     | 3位                       |
| ------ | ------ | ---------------------------------- | ------------------------- | --------------------------- | ----------------------------------------- | ----------------- | ----------------------- | ------------------------- |
| 2006年 | 第10回 | 松濤杯オーストラリアシドニー       | 尾方弘二 （日本）         | シンゾー・マチダ(ブラジル)  | 根本敬介 （日本） 大隈広一郎 （日本）     | 栗原一晃 （日本） | 小林邦雄 （日本）       | 斎藤友希 （日本）         |
| 2004年 | 第9回  | 松濤杯日本東京                     | 尾方弘二 （日本）         | ミヨスラブ （スウェーデン） | ヨハン （南アフリカ） 大隈広一郎 （日本） | 椎名勝利 （日本） | 谷山卓也 （日本）       | 小林邦雄 （日本）         |
| 2000年 | 第8回  | 松濤杯日本東京                     | 国分利人 （日本）         | ヨハン （南アフリカ）       | 谷山 卓也 （日本） 尾方弘二 （日本）      | 谷山卓也 （日本） | 泉屋誠三 （日本）       | 椎名 勝利 （日本）        |
| 1998年 | 第7回  | 松濤杯フランスパリ                 | 国分利人 （日本）         | 尾方弘二 （日本）           | ジャネット （ベルギー） ピアース(スイス)  | 橋口優次 （日本） | 泉屋誠三 （日本）       | 谷山卓也 （日本）         |
| 1996年 | 第6回  | 松濤杯日本大阪                     | ドンシャープ(カナダ)      | 国分利人 （日本）           | 谷山卓也 （日本） 小林邦雄 （日本）       | 井村武憲 （日本） | 橋口優次 （日本）       | 相原智之 （日本）         |
| 1994年 | 第5回  | 松濤杯アメリカフィラデルフィア     | プロトパパ （南アフリカ） | ジャネット （ベルギー）     | 椎名勝利 （日本） コーリン （南アフリカ） | 井村武憲 （日本） | オカザキ （アメリカ）   | 相原智之 （日本）         |
| 1992年 | 第4回  | 松濤杯日本東京                     | 今村富雄 （日本）         | ブレナン （イギリス）       | 中達也 （日本） 小林邦雄 （日本）         | 相原智之 （日本） | 井村武憲 （日本）       | 橋口優次 （日本）         |
| 1988年 | 第3回  | 松濤杯イギリスサンダーランド       | 香川政夫 （日本）         | クリストファー （イギリス） | アラタ （ベルギー）                       | 相原智之 （日本） | 香川政夫 （日本）       | ブレナン （イギリス）     |
| 1987年 | 第2回  | 松濤杯オーストラリアブリスベーン   | 今村富雄 （日本）         | ブレナン （イギリス）       | ベスト （イギリス）                       | 井村武憲 （日本） | 香川政夫 （日本）       | オカザキ （アメリカ）     |
| 1985年 | 第1回  | 松濤杯日本東京                     | 川和田 実                 | 横道正明                    | 香川政夫 槌井孝幸                         | 川和田実          | 香川政夫                | 深見彰                    |
| 1983年 | 第4回  | IAKF世界大会エジプトカイロ         | 山本英雄 （日本）         | ガァザローニー （イタリア） | サリー （エジプト）                       | 大坂可治 （日本） | 矢原美紀夫 （日本）     | サイド （エジプト）       |
| 1980年 | 第3回  | IAKF世界大会西ドイツブレーメン     | 森俊博 （日本）           | ダチク （ユーゴスラビア）   | ホフマン （西ドイツ）                     | 大坂可治 （日本） | 矢原美紀夫 （日本）     | カラミックス （ギリシャ） |
| 1977年 | 第2回  | IAKF世界大会日本東京               | 田中昌彦 （日本）         | デ・ミシェルス （イタリア） | ウイロート （西ドイツ）                   | 大坂可治 （日本） | 矢原美紀夫 （日本）     | フガッザァ （イタリア）   |
| 1975年 | 第1回  | IAKF世界大会アメリカロスアンゼルス | 田中昌彦 （日本）         | 大石武士 （日本）           | ヒギンス （イギリス）                     | 大坂可治 （日本） | フガッザァ （イタリア） | ストラウフ （西ドイツ）   |

## 女子個人の部
| 年度   | 回     | 場所                             | 組手の部            | 組手の部                | 組手の部                                                          | 形の部              | 形の部                  | 形の部                        |
| 年度   | 回     | 場所                             | 1位                 | 2位                     | 3位                                                               | 1位                 | 2位                     | 3位                           |
| ------ | ------ | -------------------------------- | ------------------- | ----------------------- | ----------------------------------------------------------------- | ------------------- | ----------------------- | ----------------------------- |
| 2006年 | 第10回 | 松濤杯オーストラリアシドニー     | 高橋優子 （日本）   | 奥田優子 （日本）       | tracy pearce （オーストラリア） storm wheatley （オーストラリア） | 新垣美紗子 （日本） | 大島望 （日本）         | 城田貴樹 （日本）             |
| 2004年 | 第9回  | 松濤杯日本東京                   | 奥家沙都美 （日本） | 高橋優子 （日本）       | ニコリック （セルビア・モンテネグロ） ズイクモンド （ハンガリー） | 中田輝美 （日本）   | 新垣美紗子 （日本）     | 大島望 （日本）               |
| 2000年 | 第8回  | 松濤杯日本東京                   | 迫祐美 （日本）     | 奥田優子 （日本）       | 馬場真由美 （日本） クリスチー （南アフリカ）                     | 中田輝美 （日本）   | 郡司美陽 （日本）       | 東千春 （日本）               |
| 1998年 | 第7回  | 松濤杯フランスパリ               | 馬場真由美 （日本） | クアンシャ （イギリス） | 迫祐美 （日本） グリニック （イギリス）                           | 藤原海代子 （日本） | 郡司美陽 （日本）       | カリン （南アフリカ）         |
| 1996年 | 第6回  | 松濤杯日本大阪                   | 迫祐美 （日本）     | 馬場真由美 （日本）     | 奥田優子 （日本） 桜木晶子 （日本）                               | 中村洋子 （日本）   | 郡司美陽 （日本）       | 中田輝美 （日本）             |
| 1994年 | 第5回  | 松濤杯アメリカフィラデルフィア   | 迫祐美 （日本）     | 馬場真由美 （日本）     | 仲村君代 （日本） ニラワチダ （インドネシア）                     | 中村洋子 （日本）   | オミタ （インドネシア） | 行武はる奈 （日本）           |
| 1992年 | 第4回  | 松濤杯日本東京                   | 米田由公子 （日本） | 吉見尚子 （日本）       | 河野慶子 （日本） 佐々木桜子 （日本）                             | 中村洋子 （日本）   | 郡司美陽 （日本）       | 秋山実和 （日本）             |
| 1988年 | 第3回  | 松濤杯イギリスサンダーランド     | 迫裕子 （日本）     | 該当者なし              | 該当者なし                                                        | 三村由紀 （日本）   | 中村洋子 （日本）       | 浅野 （日本）                 |
| 1987年 | 第2回  | 松濤杯オーストラリアブリスベーン | 組手の部なし        | 組手の部なし            | 組手の部なし                                                      | 三村由紀 （日本）   | 中村洋子 （日本）       | 関森裕恵 （日本）             |
| 1985年 | 第1回  | 松濤杯日本東京                   | 組手の部なし        | 組手の部なし            | 組手の部なし                                                      | 中村洋子            | 山本きく江              | 吉田百合香                    |
| 1983年 | 第4回  | IAKF世界大会エジプトカイロ       | 組手の部なし        | 組手の部なし            | 組手の部なし                                                      | 森谷ひろ子 （日本） | 坂田優子 （日本）       | 中村洋子 （日本）             |
| 1980年 | 第3回  | IAKF世界大会西ドイツブレーメン   | 組手の部なし        | 組手の部なし            | 組手の部なし                                                      | 河島弘美 （日本）   | 森谷ひろ子 （日本）     | スキウェイベレル （西ドイツ） |
| 1977年 | 第2回  | IAKF世界大会日本東京             | 組手の部なし        | 組手の部なし            | 組手の部なし                                                      | 河島弘美 （日本）   | 早川敬子 （日本）       | R・シニア （アメリカ）        |